# Langenreichen
Langenreichen ist ein Pfarrdorf, eine Gemarkung und ein Gemeindeteil des Marktes Meitingen im schwäbischen Landkreis Augsburg in Bayern (Deutschland).

## Geographie
Das Pfarrdorf erstreckt sich in West-Ost-Ausrichtung etwa eineinhalb Kilometer entlang der Staatsstraße 2382.
Auf der Gemarkung liegen das Pfarrdorf und die beiden Weiler Langenreichermühle und Zeisenried.

## Geschichte
Die erste Erwähnung erfolgte durch einen zwischen 1062 und 1065 anzusetzende Notiz über die Weihe der Kirche.
Die Gemeinde Langenreichen im Landkreis Wertingen hatte 1961 eine Fläche von 862,39 Hektar und 490 Einwohner, 465 davon im Pfarrdorf Langenreichen. Ihre drei Orte waren das Pfarrdorf Langenreichen und die beiden Einöden Langenreichermühle und Zeisenried. Ihre höchste Bevölkerungszahl hatte die Gemeinde im Jahr 1946 mit 666 Einwohnern. Die Gemeinde führte ein eigenes Wappen. Durch die Gebietsreform in Bayern kam die Gemeinde am 1. Juli 1972 zum Landkreis Augsburg-West, der am 1. Mai 1973 in Landkreis Augsburg umbenannt wurde. Am 1. Mai 1978 erfolgte die Eingemeindung nach Meitingen.

## Pfarrei
Die katholische Pfarrei Sankt Nikolaus in Langenreichen gehört zur Pfarreiengemeinschaft Meitingen im Dekanat Augsburg-Land im Bistum Augsburg. Die Pfarrkirche St. Nikolaus ist ein barocker Neubau von 1719/23, errichtet unter der Leitung von Jörg Radmiller.

## Persönlichkeiten
- Leonhard Bobinger  (* 19. Dezember 1876 in Langenreichen; † 22. November 1962 in Ursberg), katholischer Geistlicher
- Josef Steiner (24. November 1895 in Langenreichen; † 15. April 1918 bei Zwartemolenhoek, Belgien), bayerischer Offizier und Ritter des Militär-Max-Joseph-Ordens